# Vàm Cỏ, Tây Ninh
Vàm Cỏ là một xã thuộc tỉnh Tây Ninh, Việt Nam.

## Địa lý
Xã Vàm Cỏ có vị trí địa lý:
- Phía đông giáp xã Cần Đước.
- Phía tây giáp xã Tân Trụ và xã Tầm Vu.
- Phía nam giáp xã Thuận Mỹ.
- Phía bắc giáp xã Mỹ Lệ.

Xã Vàm Cỏ có diện tích tự nhiên là 40,73 km², quy mô dân số năm 2025 là 25.354 người.

## Lịch sử
Sau ngày 30 tháng 4 năm 1975, địa bàn xã Vàm Cỏ hiện nay vốn là các xã Đức Tân, Nhựt Ninh và Tân Phước Tây thuộc huyện Tân Trụ, tỉnh Long An.
Ngày 20 tháng 9 năm 1975, Bộ Chính trị Ban Chấp hành Trung ương Đảng Lao động Việt Nam ban hành Nghị quyết số 245-NQ/TW về việc bỏ khu, hợp tỉnh. Theo đó, dự kiến hợp nhất những tỉnh Mỹ Tho, Gò Công, Long An và Bến Tre thành một tỉnh mới, tỉnh được hợp lại sẽ đề nghị Nhà nước quyết định tên và và tỉnh lỵ của tỉnh mới.
Ngày 20 tháng 12 năm 1975, Bộ Chính trị Ban Chấp hành Trung ương Đảng Lao động Việt Nam ban hành Nghị quyết số 19/NQ về việc điều chỉnh hợp nhất một số tỉnh ở miền Nam. Theo đó, dự kiến hợp nhất các tỉnh Long An và Kiến Tường thành một tỉnh mới.
Ngày 24 tháng 2 năm 1976, Hội đồng Chính phủ Cách mạng lâm thời Cộng hòa miền Nam Việt Nam ban hành Nghị định về việc giải thể khu, hợp nhất tỉnh ở miền Nam Việt Nam. Theo đó, địa giới tỉnh Long An (mới) gồm tỉnh Long An (cũ) và tỉnh Kiến Tường.
Ngày 11 tháng 3 năm 1977, Hội đồng Chính phủ ban hành Quyết định số 54-CP về việc hợp nhất một số huyện thuộc tỉnh Long An. Theo đó, hợp nhất huyện Châu Thành và huyện Tân Trụ thành một huyện lấy tên là huyện Tân Châu, các xã Đức Tân, Nhựt Ninh và Tân Phước Tây thuộc huyện Tân Châu.
Ngày 19 tháng 9 năm 1980, Hội đồng Bộ trưởng ban hành Quyết định số 298-CP về việc chia huyện Mộc Hóa thuộc tỉnh Long An thành huyện Mộc Hóa và huyện Tân Thạnh và đổi tên huyện Tân Châu cùng tỉnh thành huyện Vàm Cỏ. Theo đó, đổi tên huyện Tân Châu thành huyện Vàm Cỏ, các xã Đức Tân, Nhựt Ninh và Tân Phước Tây thuộc huyện Vàm Cỏ.
Ngày 4 tháng 4 năm 1989, Hội đồng Bộ trưởng ban hành Quyết định số 36-HĐBT về việc phân vạch địa giới hành chính huyện Vàm Cỏ thuộc tỉnh Long An. Theo đó, chia huyện Vàm Cỏ thuộc tỉnh Long An thành hai huyện lấy tên là huyện Châu Thành và huyện Tân Trụ, các xã Đức Tân, Nhựt Ninh và Tân Phước Tây thuộc huyện Tân Trụ.
Ngày 23 tháng 11 năm 1991, Ban Tổ chức - Cán bộ Chính phủ ban hành Quyết định số 607-TCCP về việc phân vạch, điều chỉnh địa giới xã và thành lập thị trấn thuộc các huyện Đức Huệ, Châu Thành, Tân Trụ, Vĩnh Hưng, tỉnh Long An. Theo đó, tách 96 ha diện tích tự nhiên với 1689 nhân khẩu của xã Đức Tân; 397,28 ha diện tích tự nhiên với 4335 nhân khẩu của xã Bình Tịnh để thành lập thị trấn Tân Trụ (thị trấn huyện lỵ của huyện Tân Trụ).
Ngày 18 tháng 7 năm 2019, Hội đồng nhân dân tỉnh Long An ban hành Nghị quyết số 43/NQ-HĐND về việc sắp xếp ấp, khu phố thuộc xã, phường, thị trấn trên địa bàn tỉnh Long An. Theo đó, sáp nhập toàn bộ diện tích tự nhiên và dân số của ấp Tân Lợi vào ấp Tân Thạnh và lấy tên là ấp Thạnh Lợi thuộc xã Đức Tân, huyện Tân Trụ.
Ngày 12 tháng 6 năm 2025, Quốc hội khóa XV ban hành Nghị quyết số 202/2025/QH15 về việc sắp xếp đơn vị hành chính cấp tỉnh. Theo đó, sắp xếp toàn bộ diện tích tự nhiên, quy mô dân số của tỉnh Long An và tỉnh Tây Ninh thành tỉnh mới có tên gọi là tỉnh Tây Ninh.
Trước khi sắp xếp:
- Xã Đức Tân có diện tích tự nhiên là 13,24 km², quy mô dân số năm 2025 là 8.590 người[3] với 4 ấp: Bình Hòa, Bình Lợi, Tân Hòa, Thạnh Lợi[13][14].
- Xã Nhựt Ninh có diện tích tự nhiên là 14,5 km², quy mô dân số năm 2025 là 8.795 người[3] với 5 ấp: Bình Thạnh, Nhựt Hòa, Nhựt Long, Nhựt Tân, Thuận Lợi[15][16].
- Xã Tân Phước Tây có diện tích tự nhiên là 12,99 km², quy mô dân số năm 2025 là 7.969 người[3] với 5 ấp: 1, 3, 4, 5, 6[17][18].

Ngày 16 tháng 6 năm 2025, Ủy ban Thường vụ Quốc hội khóa XV ban hành Nghị quyết số 1682/NQ-UBTVQH15 về việc sắp xếp các đơn vị hành chính cấp xã của tỉnh Tây Ninh năm 2025. Theo đó, sắp xếp toàn bộ diện tích tự nhiên, quy mô dân số của các xã Tân Phước Tây, Nhựt Ninh và Đức Tân [huyện Tân Trụ] thành xã mới có tên gọi là xã Vàm Cỏ.